# Сон великий
Сон великий (Pulsatílla grandis) — вид рослин родини жовтецевих (Ranunculaceae). Раритетний вид рослин, занесений до Червоної книги України та інших природоохоронних документів.

## Опис
Багаторічна трав'яниста рослина заввишки 10-40 см, з густим жовтуватим опушенням, з коротким кореневищем. Листки тричіперисторозсічені. Квітки (діаметр 3,5-6 см) одиничні, келихоподібні, світло-фіолетові. Цвіте у квітні — травні. Плодоносить у червні — липні. 
Розмножується насінням.

## Поширення
Подільська височина (Гологори, Вороняки, Опілля, Придністровська височина з Товтрами), рідко - Західний i Правобережний Лісостеп. Вид поширений також у Центральній Європі.

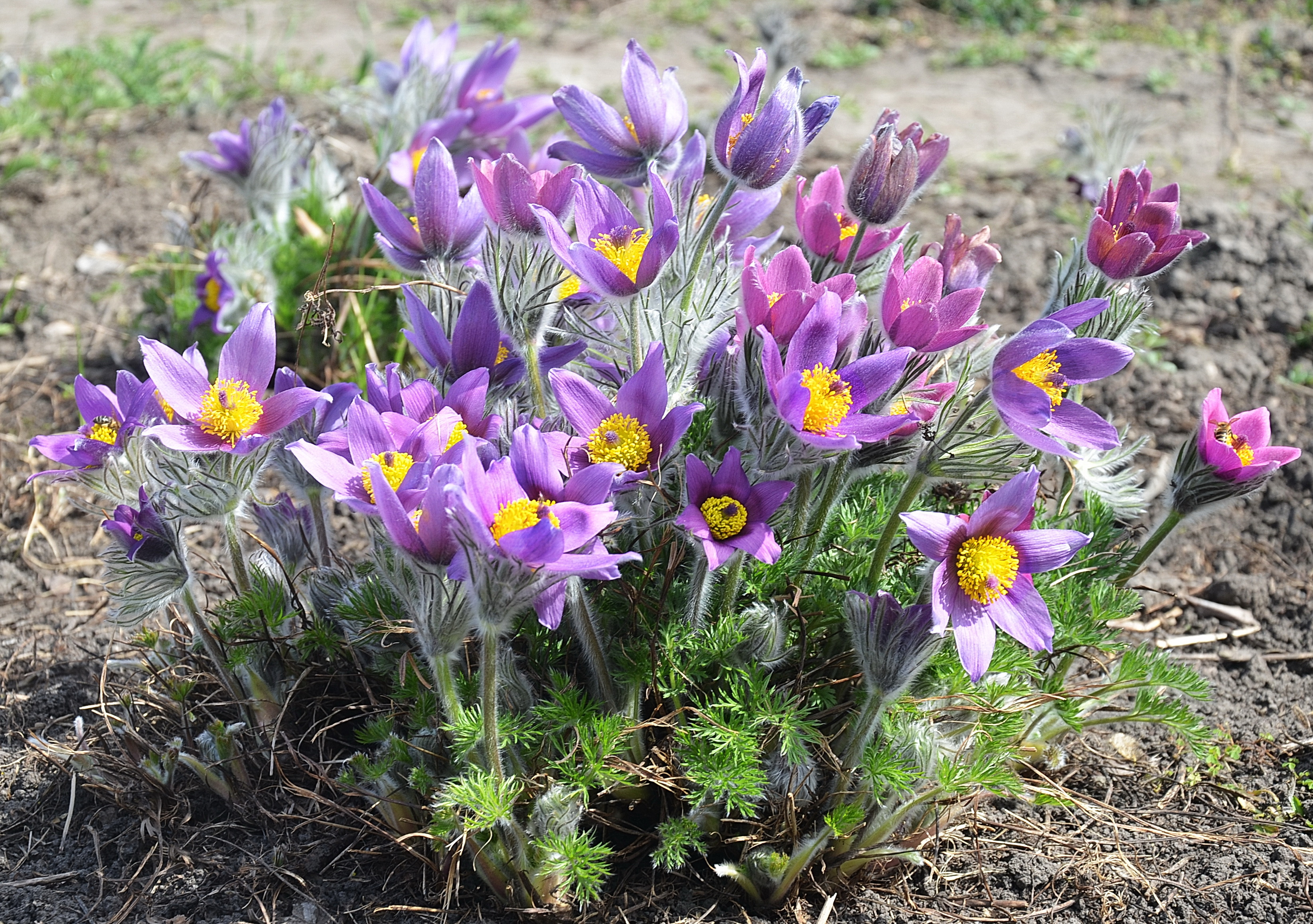
Сон-трава на просторах Січеславщини

Місця зростання. Галявини дубових лісів, трав'янисті та вкриті розрідженими чагарниками схили, сонячні узлісся.
Чисельність. Локальні популяції нечисленні. Трапляється поодинці або невеликими групами. Частина місцезростань зникла (зокрема, поблизу Києва).

## Охорона
Pulsatilla grandis охороняється в Європі і занесений до Додатку І Бернської конвенції (охоронна категорія: вид підлягає особливій охороні),  Резолюції 6 цієї конвенції (щодо рослин, для яких Україна створює Смарагдову мережу), а також до Директиви Європейського Союзу 92/43/ЄС «Про збереження природних оселищ та видів природної фауни і флори» (Додаток II. Види рослин і тварин, що становлять особливий інтерес для Європейського Союзу, збереження яких потребує створення територій особливої охорони).
Вид занесений також до Червоної книги України. Основною причиною зміни чисельності є зривання на букети. Слід вивчити стан популяцій, створити заказники в місцях зростання та збільшити площі насаджень виду у ботанічних садах.
Охороняється в заказниках загальнодержавного значення (зокрема, Жижавський й Обіжівський у Заліщицькому р-ні Тернопільської обл.; Циківський, Чапля та Панівецька Дача у Кам'янець-Подільському р-ні Хмельницької обл., НПП "Північне поділля", НПП "Кременецькі гори" у м. Кременець, Тернопільської області). Вирощують у ботанічних садах: Центральному НАН України (Київ), імені академіка О. В. Фоміна Київського університету, Кам'янець-Подільському, Криворізькому НАН України (Кривий Ріг) . 

## Галерея
|                                     |  |  |
| Зліва направо: бутони, квітка, плід |  |  |